# 創新会
創新会（そうしんかい）は、旧民進党のグループ。通称、松野グループ。

## 概要
民進党結党に際して維新の党から合流した国会議員26人（第24回参議院議員通常選挙後は23人）で形成された旧維新の党グループから、2016年9月の代表選で江田憲司ら主流派が蓮舫を支持したことなどに反発した松野頼久ら非主流派が分離し、2017年4月6日に旗揚げしたグループである。「創新会」の名称は、「新しい政治を創る」という意味を込めて命名され、3月30日に発表された。
結成に際しては、自由党代表の小沢一郎に近い議員（小沢グループ出身者など）を中心に、元民主党議員（いわゆる「出戻り組」）など、計13人が参加した。また、会長の松野が自由党や社民党との「野党再々編」を持論とすることや、選挙基盤の弱いメンバーが多いことから、野党共闘推進派との見方が報じられている。なお、会長の松野は旧維新の党グループ時代に同じく非主流派であった凌雲会と自誓会をいわば「兄弟派閥」として連携を模索し、2016年9月の代表選で前原誠司を支持したことを通じて凌雲会とは親密な関係を築いた一方、蓮舫の支援に回った自誓会とは関係に隔たりができたと報じられている。

## 沿革
2016年3月の民進党結党直後、旧維新の党から合流した国会議員26人による派閥（松野派）立ち上げの動きが明らかになり、党内最大勢力となる見込みと報じられた。3月31日に初の準備会合を開き、4月7日の会合で今後毎週木曜日に定例会を開くことを確認したが、党内融和のために当面は「情報共有の場」とするにとどめた。7月の第24回参議院議員通常選挙後、勢力は23人となった。
8月3日、旧維新の党グループとして正式に政策グループ化し、同党代表を歴任した江田憲司と松野頼久が共同代表に就任した。9月の代表選では身を切る改革に積極的な候補者を推すこととし、江田の擁立も視野に入れるなど、主導権の確保を目指した。しかし、蓮舫の出馬表明後は代表選が無投票に終わることを懸念し、その回避を図り、「次期民進党代表に望むこと」と題する政策要求を8月19日に発表して候補者の選定を図った。結局、蓮舫もその後出馬表明した前原誠司も政策要求を受け入れたうえ、蓮舫支持派・前原支持派・玉木雄一郎支持派の3分裂状態に陥ったため、自主投票とすることを決めた（蓮舫と前原に各5人、玉木に7人の推薦人を出した）。蓮舫の当選後、代表選で蓮舫を支持した江田ら主流派（旧結いの党出身者など）と蓮舫以外を支持した松野ら非主流派（旧民主党出身者など）との対立が報じられた。
2017年1月23日の旧維新の党グループの幹部会合で分裂は必至との認識が共有され、1月30日に松野ら12人が新グループの立ち上げに向けた準備会合を開いた。3月14日に江田ら13人が会合を開いて代表選以来休眠状態となっていた旧維新の党グループを再出発させたのに対し、3月16日に松野ら13人が新グループの立ち上げや定例会の毎週木曜日開催を確認し、分裂が決定的となった。3月30日、松野を会長とする新グループを4月6日に立ち上げることが決まり、「創新会」の名が初めて報じられた。
4月6日、新グループ「創新会」が正式に旗揚げされ、会長に松野、事務総長に松木謙公が就任し、旧維新の党グループの国会議員23人のうち比例代表選出の衆議院議員13人が参加した。2017年東京都議会議員選挙後の政局を見据え、民進党が敗北すれば党規約に基づき代表リコールを求めることも模索していたが、自民党への逆風が強まり、「議席ゼロ」回避の公算が大きくなると、この動きは沈静化した。民進党は同選挙で改選前より2議席減の5議席にとどまったが、7月4日の常任幹事会で蓮舫が続投を表明したため、同日の創新会会合では蓮舫執行部の責任論が噴出したうえ、横山博幸など、単独または集団での離党に言及するメンバーも出るに至り、蓮舫は7月27日に辞任表明に追い込まれた。
9月の代表選では、8月7日に創新会として前原を支持することを決定した。前原当選後の党役員人事では、会長の松野が国会対策委員長に就任した。
10月の第48回衆議院議員総選挙では、9月28日の民進党両院議員総会で希望の党への事実上の合流方針が了承されたことを受けて会長の松野や事務総長の松木、事務局長の石関貴史ら幹部も希望の党公認で出馬したが、いずれも落選し、民進党内における勢力を失った。なお、旧維新の党から民進党結党に参加した衆議院議員のうち民進党籍を保持したまま当選したのは松野と袂を分かった江田のみとなった。

## 所属していた国会議員一覧
2017年4月6日のグループ旗揚げには旧維新の党グループの国会議員23人のうち比例代表選出の衆議院議員13人が参加した。3月14日の江田グループの会合にも13人が出席しており、江田グループとの掛け持ちのメンバー（牧義夫、水戸将史、高井崇志など）がいると見られる。

### 歴代役員
| 会長         | 事務総長     | 事務局長     |
| ------------ | ------------ | ------------ |
| （松野頼久） | （松木謙公） | （石関貴史） |

### 衆議院議員
立憲民主党
- 牧義夫[注 7][注 8][注 9]（8回、愛知4区）
- 松木謙公[58][16][注 7][注 8][注 5]（7回、北海道2区）
- 今井雅人[58][注 7][注 10][注 11]（5回、岐阜4区）
- 坂本祐之輔[注 8][注 12]（4回、埼玉10区）
- 岡島一正[注 7][注 13][注 14]（4回、比例南関東・千葉3区）

れいわ新選組
- 高井崇志[注 7][注 10][注 15]（4回、比例北関東・埼玉13区）
- 阪口直人[注 7][注 16][注 13]（3回、比例東海・岐阜3区）

### 元衆議院議員
立憲民主党
- 松田直久[注 7][注 10][注 17]（1回、比例東海・三重1区）

希望の党
- 松野頼久[58][16][注 7][注 4]（6回、比例九州・熊本1区）

日本維新の会
- 木内孝胤[注 7][注 10][注 18]（2回、比例東京・東京9区）
- 水戸将史[注 7][注 10][注 19]（1回・参院1回、比例南関東・神奈川5区）

無所属
- 石関貴史[58][16][注 7][注 8][注 6]（4回、比例北関東・群馬2区）
- 太田和美[16][注 7][注 8][注 20]（3回、比例南関東・千葉8区）
- 初鹿明博[注 7][注 10][注 21]（3回、比例東京・東京16区）
- 並木正芳[77][注 13][注 22]（2回、比例北関東）
- 横山博幸[67][68][注 7][注 10][注 23]（1回、比例四国・愛媛2区）

## 政治資金収支報告書の記載
| 年                 | 本年収入額   | 寄附者又はその代表者の氏名（公人のみ）                                                                                 | 備考   |
| ------------------ | ------------ | --- | ------ |
| 2017年（平成29年） | 1236万0円    | 石関貴史、今井雅人、木内孝胤、坂本祐之輔、高井崇志、松木謙公、松野頼久、水戸将史、横山博幸、牧義夫、松田直久、太田和美 | [ 78 ] |
| 2018年（平成30年） | 0630万3000円 | 岡島一正、松木謙公、大澤映男（群馬県みどり市議会議員）                                                                 | [ 79 ] |
| 2019年（令和元年） | 0699万6663円 | 岡島一正、松野頼久、松木謙公、大澤映男                                                                                 | [ 80 ] |
| 2020年（令和2年）  | 0784万06円   | 石関貴史、松木謙公 | [ 81 ] |
| 2021年（令和3年）  | 00円         | | [ 82 ] |
| 2022年（令和4年）  | 00円         | | [ 83 ] |